# Q1 (nhà chọc trời)

28°00′22″N 153°25′46″Đ / 28,00611°N 153,42944°Đ
Q1 (với nghĩa Queensland Number One - Số 1 của bang Queensland) là một nhà chọc trời ở Gold Coast thuộc bang Queensland, Úc. Hoàn thành năm 2005 với chiều cao 323 m, đây là tòa nhà cao nhất châu Đại Dương và cũng là khu căn hộ cao thứ 6 thế giới.